# 游跳鼠
游跳鼠（学名：Allactaga balikunica）也称巴里坤跳鼠，一种分布于中国西北及蒙古国南部等地区的啮齿动物，隶属于跳鼠科五趾跳鼠属。

## 分类地位
本种最早发现于新疆巴里坤，由中国学者夏武平和方喜业于1964年描述发表，发表是作为巨泡五趾跳鼠（Allactaga bullata）的一个新亚种，称为巴里坤巨泡五趾跳鼠。1981年，有学者描述了一个在蒙古国南部发现的新种-Allactaga nataliae，现被视为本种的同物异名。

## 形态特征
正模标本雄性，体长115毫米，尾长180毫米。背部为沙黄灰褐色，带有黑色波纹。体侧为灰沙白色。腹部、前肢、颏部以及股内侧为纯白色。口须发达，尾端“毛穗”不发达。